# Flip van der Kuil
Filip (Flip) van der Kuil (* 15. April 1980 in Amsterdam, Niederlande) ist ein niederländischer Schauspieler, Regisseur, Drehbuchautor und Filmproduzent.

## Karriere
Sein Debüt gab er 2001 im niederländischen Fernsehen. Er ist dort in der Sketch Show De Pulp Show zu sehen. Neben der Schauspielerei in Sketchen war van der Kuil zudem auch Co-Produzent und Co-Regisseur (zusammen mit Steffen Haars) der Serie.
Im Jahr 2003 war van der Kuil einer der Teilnehmer in der ersten Reihe von Sendungen des Reiseprogramms The Trip, die auf MTV gezeigt wurde. In diesem Programm versuchte er mit seinem Kameraden Steffen Haars, trotz einem geringen Budget von 250 Euro innerhalb von 21 Tagen von Gibraltar bis zum Nordkap zu reisen. Die Fahrt wurde gefilmt.
Zusammen mit Steffen Haars, schrieb, inszenierte und produzierte er in den darauffolgenden Jahren die Fernsehserie New Kids. Er selbst spielt dort die Rolle des Barrie Butsers. Die insgesamt drei Staffeln wurden von 2007 bis 2010 ausgestrahlt. Damit wurde van der Kuil auch einem größeren Publikum bekannt.
Im Kurzfilm Circus von Ruben Broekhuis (2009) hatte er eine Rolle als Tyrann.
In Zusammenarbeit mit Eyeworks wurde 2010 der New-Kids-Kinofilm New Kids Turbo veröffentlicht. Auch hierfür schrieb van der Kuil am Drehbuch und spielte selbst im Film mit. Ein Jahr später folgte der zweite New-Kids-Kinofilm New Kids Nitro, bei dem er auch am Drehbuch schrieb und in dem er mitspielte. 

## Filmografie
- 2001: De Pulp Show
- 2003: The Trip
- 2007–2010: New Kids
- 2009: Circus
- 2010: New Kids Turbo
- 2011: New Kids Nitro
- 2013: Bros Before Hos
- 2017: Ron Goossens, Low Budget Stuntman
- 2024: Krazy House
- 2024: Rwina